# Jan Jansen (Radsportler)
Johannes Hendrikus „Jan“ Jansen (* 26. Februar 1945 in Basdorf, Deutschland) ist ein ehemaliger niederländischer Bahnradsportler.
1964 wurde Jan Jansen niederländischer Jugend-Meister im Sprint, im Jahr darauf gewann er den Titel bei den Amateuren. 1966, 1967, 1968, 1970 und 1971 wurde er nationaler Meister im Tandemrennen, 1966 und 1967 mit Henk Koopmans, 1968 gemeinsam mit Leijn Loevesijn, 1970 und 1971 mit Peter van Doorn. 1968 gewann er den Titel in der Mannschaftsverfolgung.
1968 startete Jansen gemeinsam mit Loevesijn bei den Olympischen Sommerspielen in Mexiko. Das Duo errang die Silbermedaille im Tandemrennen, im Sprint schied er im Viertelfinale gegen den späteren Gewinner der Silbermedaille, den Italiener Giordano Turrini, aus. Sein Bruder Harrie belegte im Straßenrennen Platz 24. 1970 belegte er mit Peter van Doorn als Partner den 4. Platz bei den UCI-Bahn-Weltmeisterschaften im Tandemrennen.
1967 erhielt er vom niederländischen Verband eine Strafe wegen der Verwendung von Dopingmitteln und wurde aus dem Aufgebot für die UCI-Bahn-Weltmeisterschaft gestrichen.
Nach Beendigung seiner Radsport-Laufbahn machte Jan Jansen eine Ausbildung zum Zahntechniker und führt bis heute (Stand 2014) ein eigenes Labor in Heiloo.
Jan Jansen ist nicht zu verwechseln mit dem Sieger der Tour de France 1968, Jan Janssen. Sein Bruder Harry Jansen war als Radprofi aktiv.